# Ян Ван ден Берг
Ян Ван ден Берг (нід. Jan Van den Bergh, нар. 2 жовтня 1994) — бельгійський футболіст, центральний захисник клубу «Гент».

## Кар'єра клубу
Вихованець клубу «Вестерло». На дорослому рівні дебютував у нижчоліговому клубі «Хейст» у 2014 році. Через два сезони він підписав контракт з клубом «Беєрсхот-Вілрейк». У своєму першому сезоні захисник забив три голи в тридцяти п'яти матчах ліги і допоміг команді вийти до третього за рівнем дивізіону країни, а у 2017 році вийшов з команди і до другого дивізіону.
У січні 2019 року було оголошено, що Ван ден Берг у червні 2019 року перейде в клуб вищого дивізіону «Гент» . Він підписав контракт на три сезони.